# Eline Powell
Pour l’article homonyme, voir Powell.
Eline Powell (née Eline Pauwels), est une actrice belge née le 12 avril 1990 à Louvain.

## Biographie
Eline Powell intègre l'Académie royale d'art dramatique (Royal Academy of Dramatic Art), l'une des plus prestigieuses écoles d'art dramatique du Royaume-Uni à Londres d'où elle sort diplômée avec un baccalauréat universitaire ès lettres en 2011.
Elle possède des compétences particulières dans la danse le ballet (en pointe), hip-hop, flamenco; dans le chant (soprano); dans le violon (catégorie V); dans le ski et parle le néerlandais, le français et l'anglais

### Carrière
En 2016, elle est apparue dans Game of Thrones dans le rôle de Bianca.
Le 24 août 2016, elle rejoint la distribution du pilote de la série Siren, pour interpréter Ryn, une sirène qui brave le danger afin de sauver sa sœur, enlevée par des humains. Elle sera aux côtés d'Alex Roe, Fola Evans-Akingbola et Rena Owen. Elle est diffusée depuis le 29 mars 2018 sur Freeform et depuis le 6 novembre 2018 sur 6ter,.

## Filmographie

### Cinéma
- 2011 : For Elsie : Mila
- 2012 : Quartet : Angelique
- 2012 : Private Peaceful (en) : Anna
- 2014 : Anita B. : Anita
- 2017 : Le roi Arthur : La légende d'Excalibur  : Sirène

### Télévision

#### Séries télévisées
- 2016 : Game of Thrones : Bianca (2 épisodes)
- 2018 - 2020 : Siren : Ryn (rôle principal - 36 épisodes)
- 2024 : Alex Rider: Syl
- 2024 : A man in full / Un homme, un vrai : Sirja

## Distinctions
Sauf indication contraire, les informations mentionnées dans cette section peuvent être confirmées par la base de données cinématographiques IMDb,  présente dans la section « Liens externes ».

### Récompenses
- 2011 : Beijing Student Film Festival : Prix du public - For Elsie (International Competition)
- 2012 : Royal Television Society, UK : Undergraduate - Fiction - For Elsie (Student Television Award)
- 2012 : Student Academy Awards, USA - For Elsie (Foreign Film Award)
- 2014 : Capri Hollywood Film Festival : Anita B. (Capri Educational Award)
- 2014 : Capri Hollywood Film Festival : Anita B. (Capri Breakout Actress Award)

### Nominations
- 2012 : Festival de Raindance : Meilleur court métrage britannique - For Elsie (Prix du jury)[6]